# Bunica

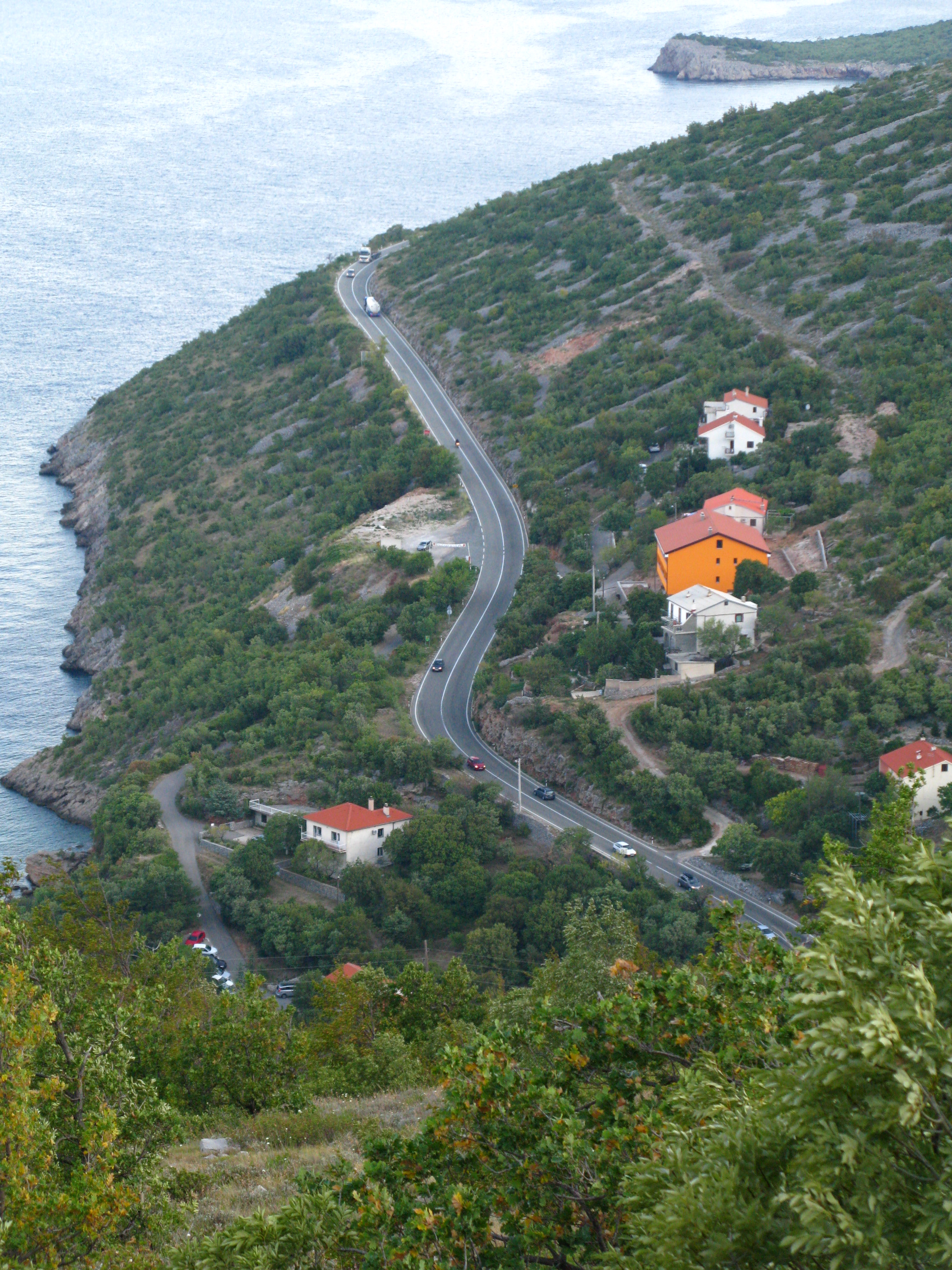
Pohled na Bunici

Bunica (italsky Bunizza) je malá vesnice a přímořské letovisko v Chorvatsku v Licko-senjské župě, spadající pod opčinu města Senj. Nachází se pod pohořím Velebit, asi 4 km severozápadně od Senje. V roce 2011 zde trvale žilo 85 obyvatel. Vesnice vznikla v roce 2011 a je nejseverněji položeným přímořským sídlem Licko-senjské župy.
Sousedními vesnicemi jsou Sibinj Krmpotski a Sveta Jelena.

## Galerie

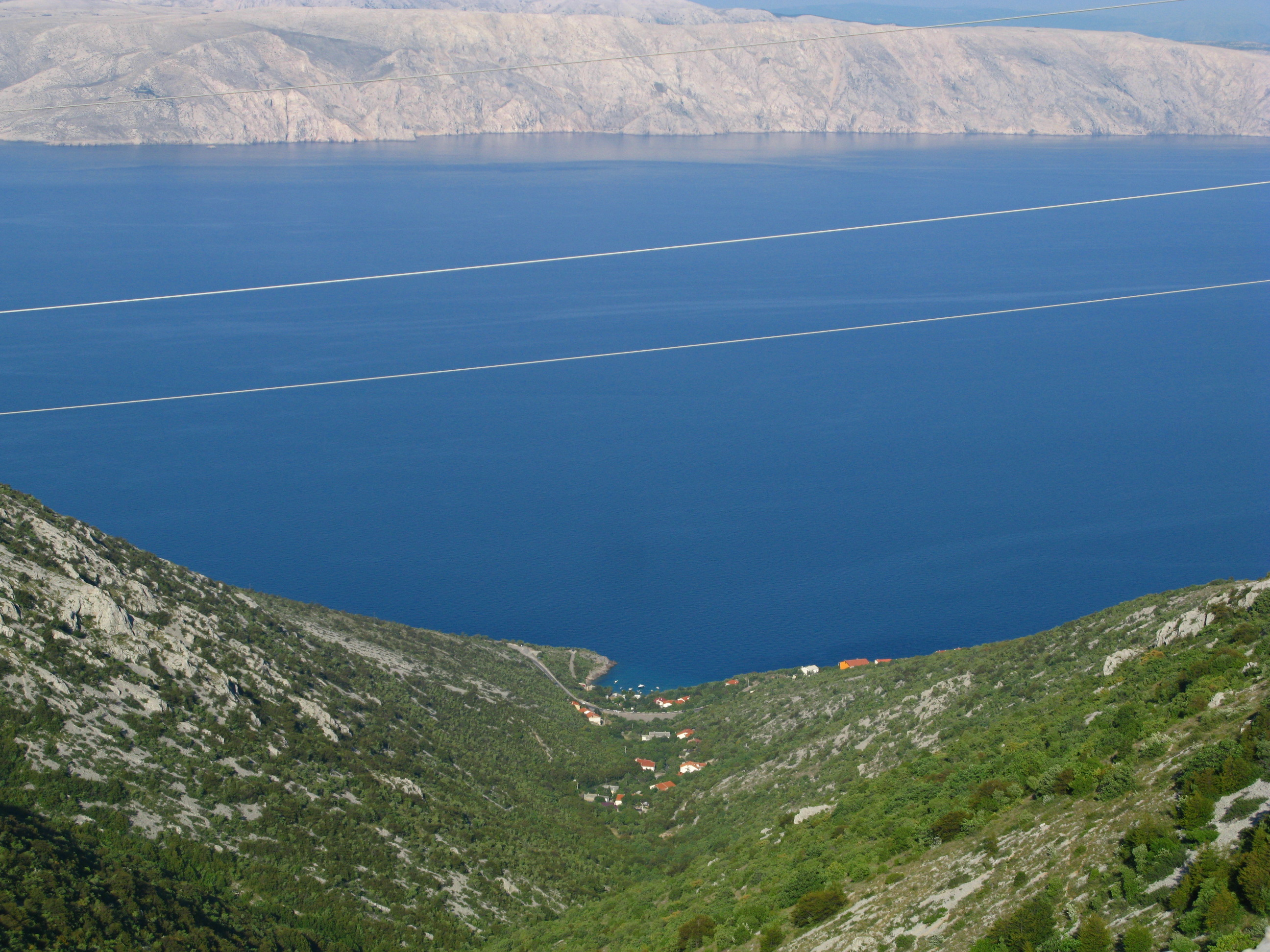
Pohled na Bunici z Velebitu
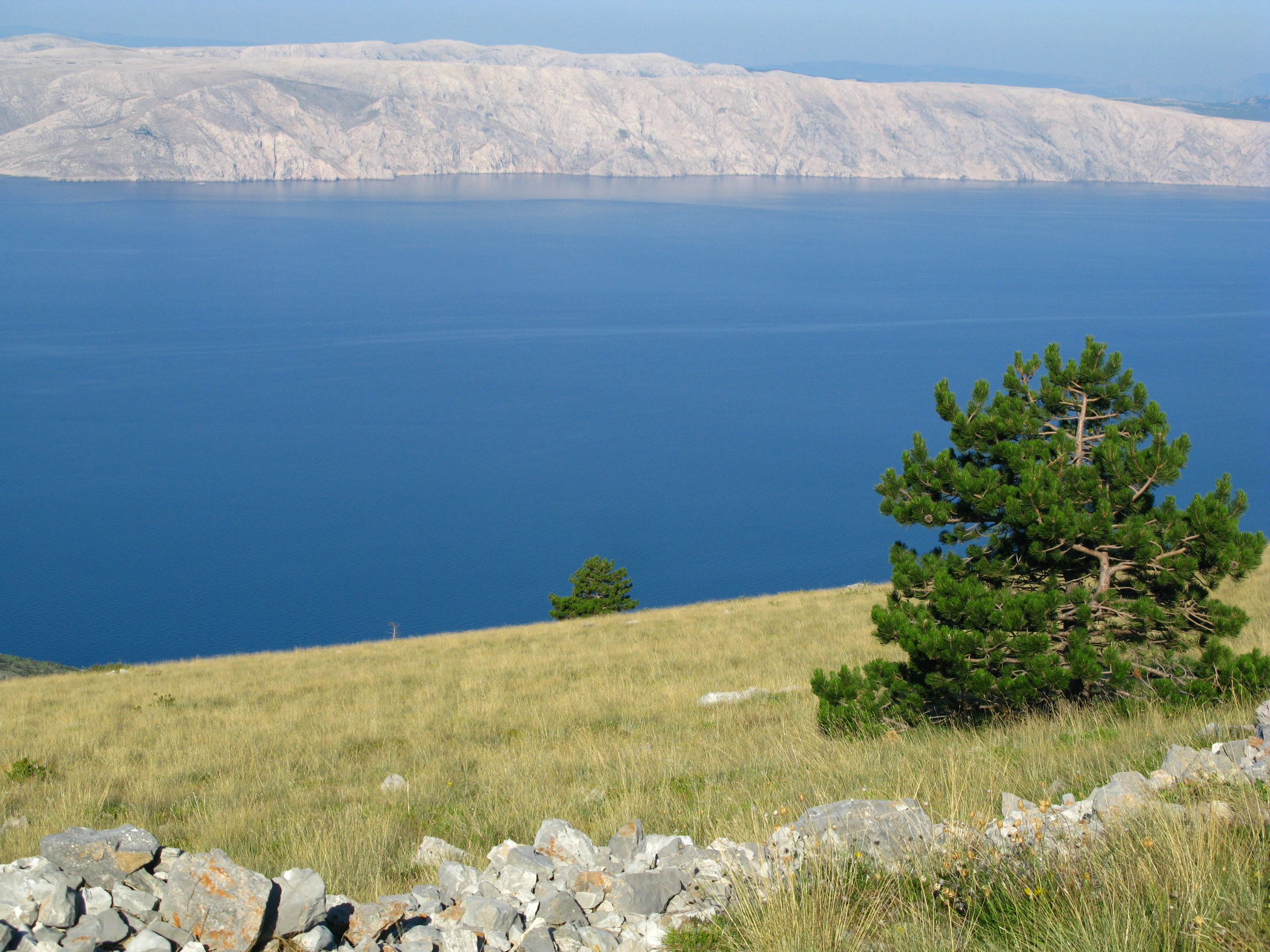
Okolí Bunice
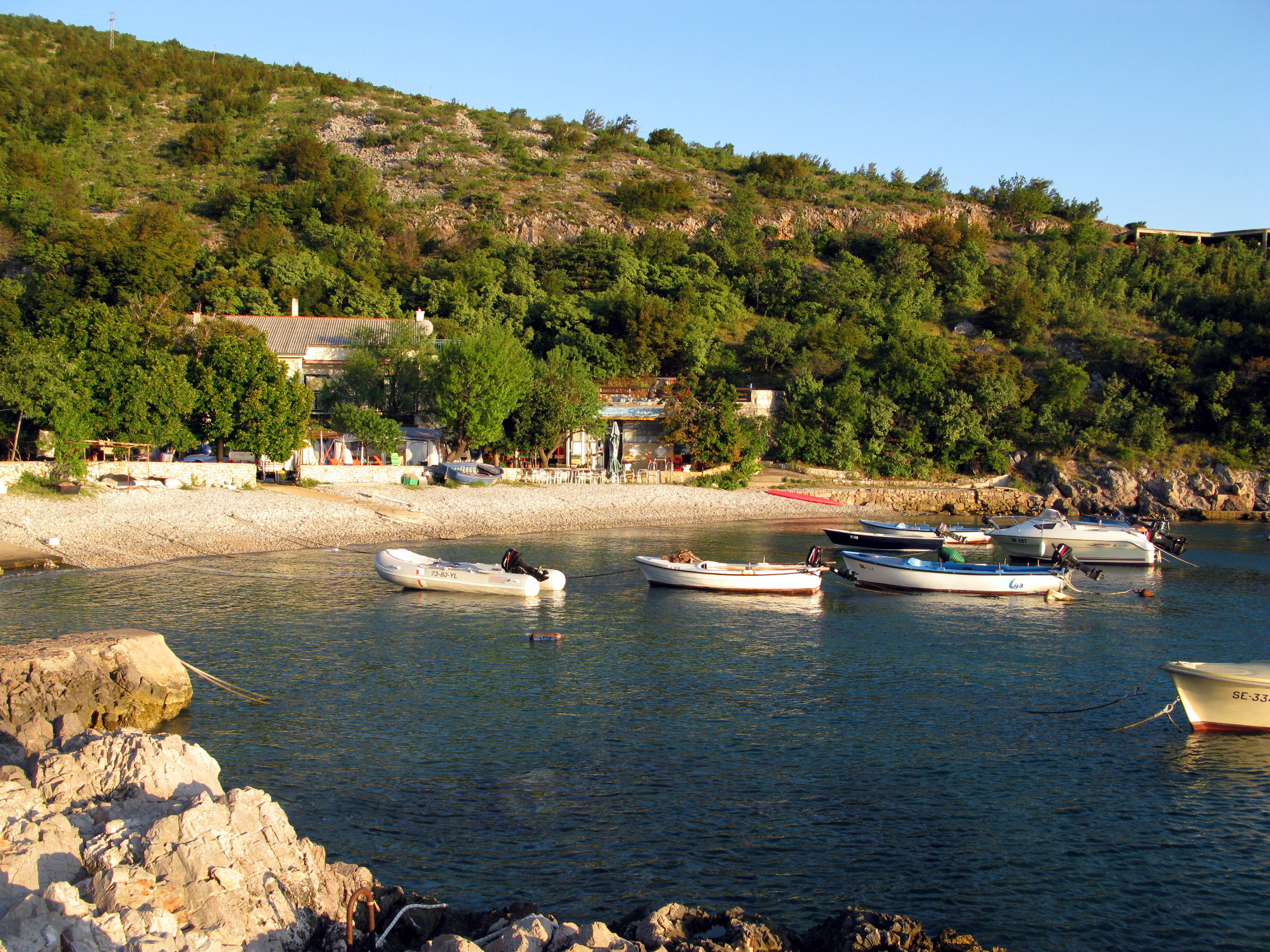
Pláž v Bunici
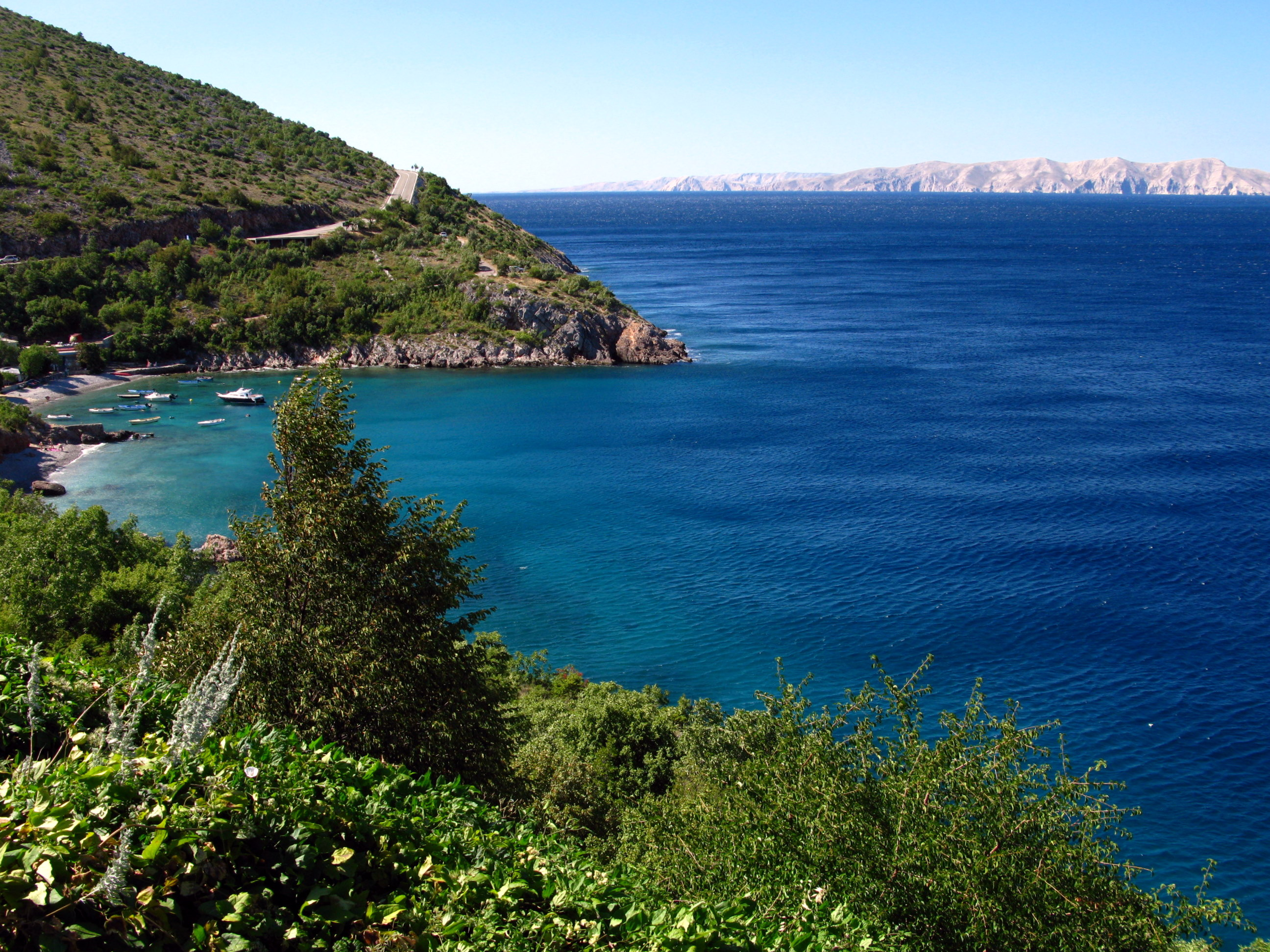
Pobřeží v Bunici
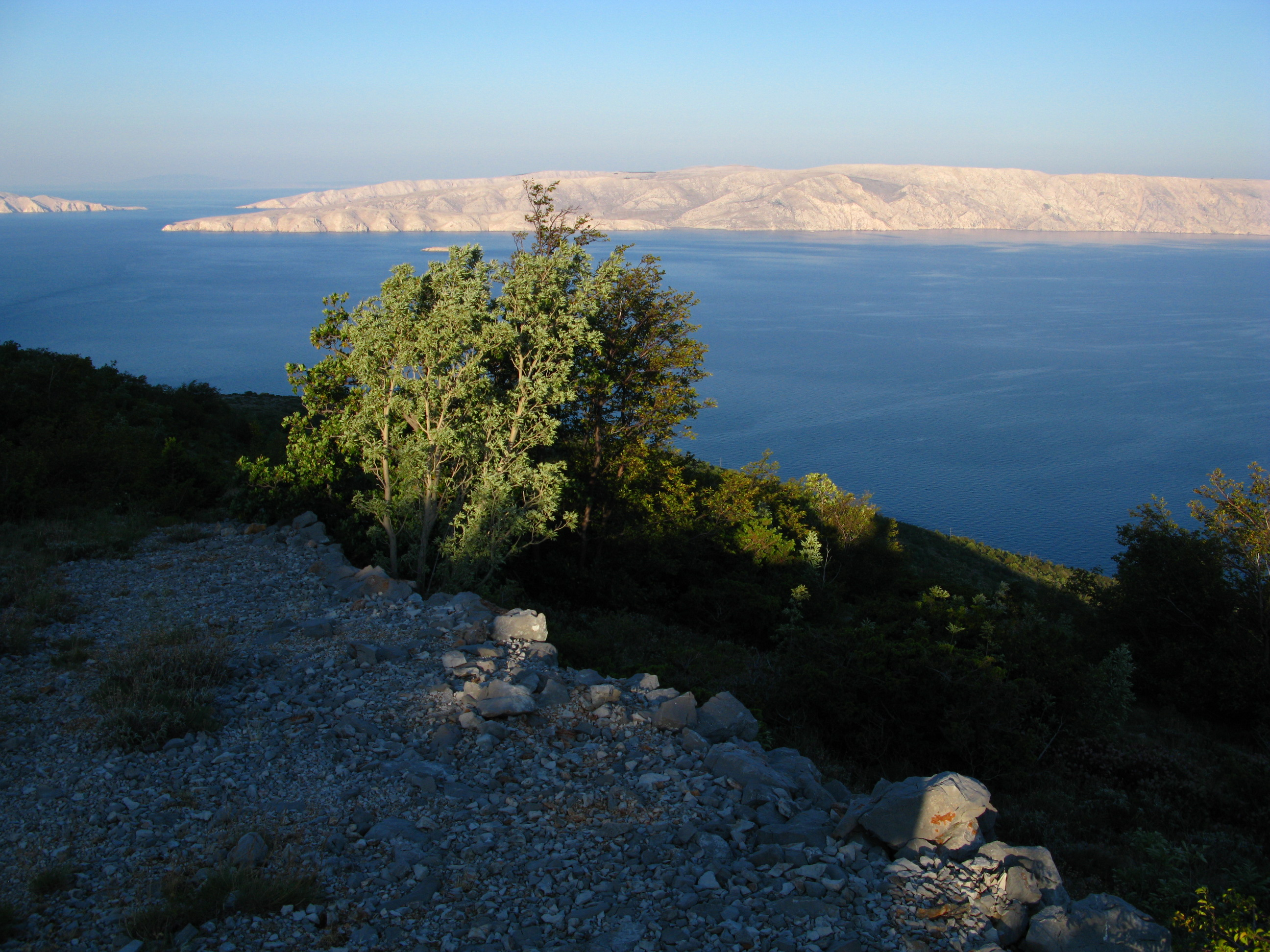
Ostrov Krk naproti Bunici
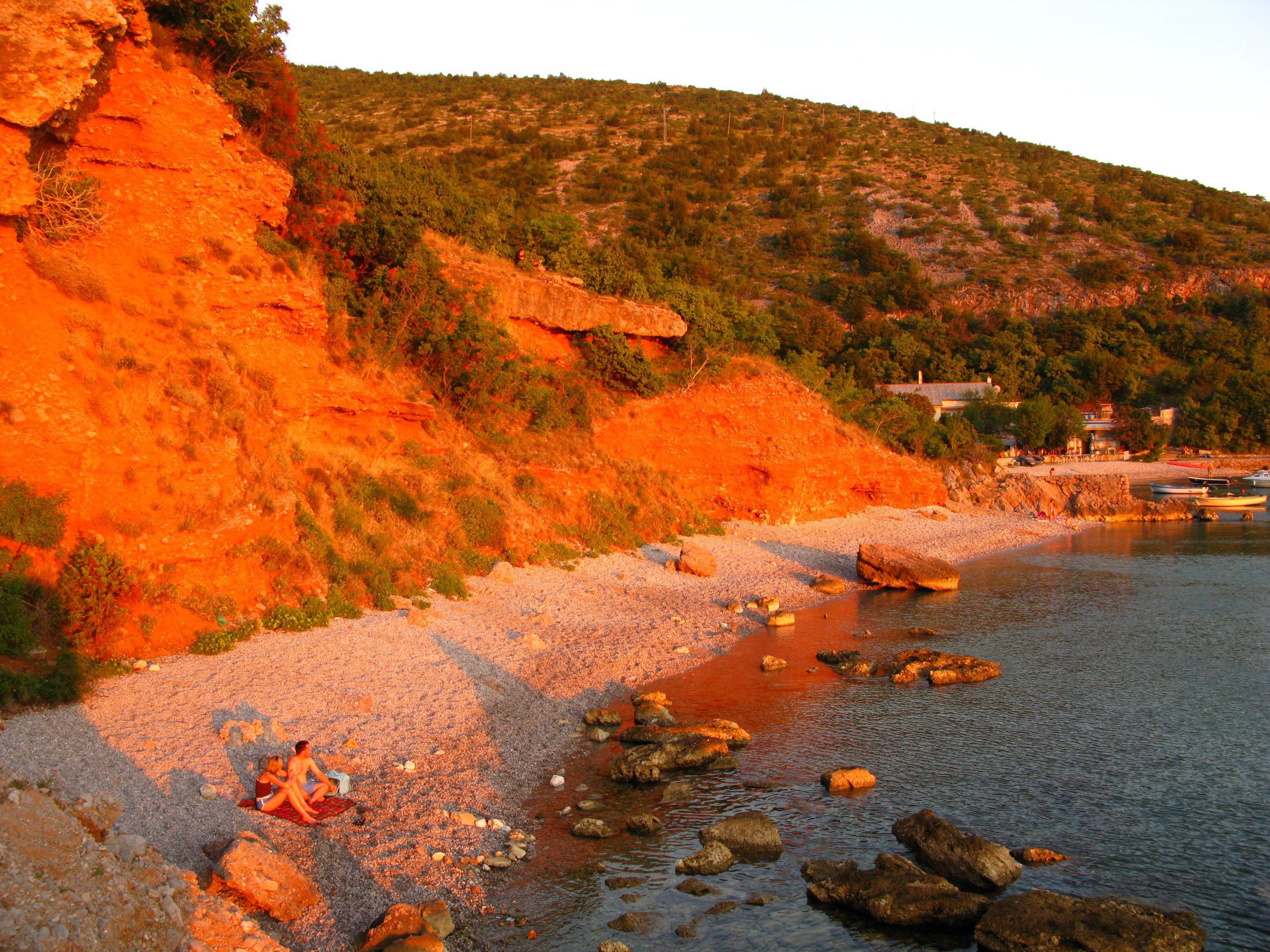
Pláž v Bunici s oranžovými skálami